# 阿波海南文化村
阿波海南文化村（あわかいなんぶんかむら）は、徳島県海部郡海陽町にある海部刀、大里古墳の復元などが展示されている複合文化施設。とくしま88景選定。

## 概要
阿波海南文化村は多目的ホールや会議室を備えた文化館で、阿波国を代表する海部刀や四国一の出土数を誇る70,088枚の大里出土銭、横穴式石室を備えた大里古墳の復元などが展示されている。他にも三館があり、藍染や木工体験ができる。
収容人数420席のホールには桟敷席、母子席を備えている。和室には炉を備えて有り、茶室として利用できる。
2021年12月25日から阿佐海岸鉄道DMVの阿波海南文化村バス停留所が設けられ、DMVの起終点となった。それに先がけ、2019年10月5日にDMV3両全車落成イベントが当施設の駐車場で行われた。

## 施設
- 海南文化館
- 工芸館
- いきいき館
- 三幸館

### 海陽町立博物館
阿波海南文化村内に設立された町立の歴史・民俗学系博物館。同館収蔵品中、特に中世海部川流域の刀工が作り出した、この地域特有の海部刀を中心とした刀剣コレクションは、全国屈指の質と量を誇る。
他に、中世の埋納銭としては四国一の出土枚数を記録する｢大里古銭｣など、町内で発掘収集された考古・民俗資料を豊富に収蔵している。小規模ながら、独創的な地方博物館の1つである。

## 施設概要
- 開館時間：9:00-17:00（入館は16:30まで）
- 休館日：月曜日（祝日の場合は翌日）、年末年始（12月29日-1月3日）
- 駐車場：約200台

## 交通
- JR四国牟岐線浅川駅下車、車で約10分。
- JR四国牟岐線阿波海南駅下車、車で約3分、または徒歩で約15分。
- 徳島バス室戸・生見・阿南大阪線高速バス海部高校前バス停下車、車で約3分、または徒歩で約14分（阿南駅 - 甲浦間途中乗降可能、阿南駅 - 海部高校前間JRの乗車券等で利用可能）[5]。
- 阿佐海岸鉄道阿波海南文化村バス停下車すぐ。
- 徳島バス南部海南病院バス停下車、徒歩で約5分。
- 徳島自動車道徳島インターチェンジより南へ車で約1時間50分。
- 徳島阿波おどり空港より車で約2時間。